# Sainte-Marie (illa de la Reunió)
Sainte-Marie és un municipi de l'illa de la Reunió. L'any 2006 tenia 30.596 habitants. El municipi fou creat el 1737 i al seu territori es troba l'aeroport de La Reunió Roland-Garros.

## Administració
- Jean Baptiste GUIGNE (de) 1790 -1815
- Dary LANUX (de) 1815 -1818
- PAJOT 1818 -1820
- Auteuil SAVIGNON 1820 -1825
- Anatole HUGOT 1825 -1832
- Pierre Edouard Confex NEUILLY (de) 1832 -1835
- Marie François Blémur HOGUE (de La) 1835 -1840
- Guillaume Patrice DESPLANCHES 1840 -1842
- Henry MARTIN de FLACOURT 1842 - 1851
- Charles FITZGERALD 1851-1861
- Benjamin VERGOZ 1861 -1871
- Gabriel François Marie POEZE d'HARAMBURE (de La) 1871- 1875
- SICRE de FONTBRUNE 1875 -1879
- GILLOT L'ETANG 1879 -1881
- SABATTIE 1881 -1889
- Emery TALVY 1889 -900
- Albert MONTLIVET 1900- 1908
- Vincent Clerensac BOYER de La GIRODAY 1908 -1942
- Yves BEDIER 1942 -1945
- Jean HINGLO 1945 -1959
- Louis LAGOURGUE 1959 -1967
- Yves BARAU 1967 -1983
- Axel Saminadin KICHENIN 1983 1990
- Jean-Louis LAGOURGUE 1990-2014